# Dicranella ulei
Dicranella ulei är en bladmossart som beskrevs av Brotherus 1901. Dicranella ulei ingår i släktet jordmossor, och familjen Dicranaceae. Inga underarter finns listade i Catalogue of Life.